# 三鬮
三鬮，是台灣宜蘭縣員山鄉的一個傳統地域名稱，位於該鄉中部偏東南。相較於今日行政區，其範圍大致包括尚德村、內城村、逸仙村西南部、湖西村東南端一小部分。

## 歷史
台灣清治末期，三鬮地區為一街庄，稱為「三鬮庄」，隸屬於員山堡。該庄東北與外員山庄為鄰，東南與吧荖鬱庄、深溝庄為鄰，西南邊及西北邊西段為蕃地，西北邊東段為大湖庄。
1901年（日治明治三十四年）11月，廢縣廳改設二十廳，該庄隸屬於宜蘭廳，編入第七區。1905年（明治三十八年）7月，第七區改名「外員山區」。1909年（明治四十二年）10月，合併二十廳為十二廳，該庄仍隸屬於宜蘭廳。1920年（大正九年），廢十二廳改設五州二廳，該庄改制為「三鬮」大字，隸屬於臺北州宜蘭郡員山庄，大字下有「三鬮二」、「大三鬮」、「內湖」小字名。
戰後員山庄改制為員山鄉，隸屬於臺北縣，大字改制為村。1950年10月，北、基、宜分治，員山鄉改隸屬於宜蘭縣。

## 聚落
本地區發展較早的聚落有三鬮二、大三鬮、內湖等，在日治期初期的官方地圖上已有記載。此外，本地區尚有上深溝、內城、三甲、大坑、貢子湖等聚落。

## 交通
省道台7線（員山路一段）俗稱「北部橫貫公路」，是桃園大溪至宜蘭壯圍的幹道，大致以西南—東北走向蜿蜒經過三鬮地區東南部邊界地帶及東部。由該道路向西南可前往大同、復興、大溪等地，向東北可前往宜蘭、壯圍公館並止於省道台2線路口。
鄉道宜18線（內城路、大鬮路、員山路一段、賢德路二段）是員山再連至壯圍新南的道路，大致以西南—東北走向轉西南西—東北東走向至省道台7線轉南南西—北北東走向與其共線經過本地區。由該道路向西南可前往深溝西南端並止於省道台7線另一路口，向北北東至賢德路二段轉東南沿本地區東北側邊界獨行，離境後可前往吧荖鬱、四鬮、壯二、茄苳林、新南並止於新南國小旁鄉道宜7線路口。
鄉道宜18-1線（榮光路）是內城至下深溝的道路，其西北側端點位於本地區西部的大坑橋。由此向東北東轉南南東再轉東南再轉南南東出境後，可前往深溝西部並止於省道台7線路口。
鄉道宜18-2線（大安路、內城路、八甲路、尚深路）是大湖至再連的道路，大致以東北—西南走向轉北向南由本地區北部進入，至鄉道宜18線（內城路）轉東北東向其共線，至八甲路轉東南獨行後再轉東後轉東北東，經省道台7線路口至尚深路轉南南東出境。由該道路向東北轉北可前往大湖並止於省道台7丁線路口，向南南東可前往深溝東部、溪洲西部，再轉西可前往中溪洲的葫蘆堵、洲仔西部的上深溝並止於省道台7線另一路口。

## 學校
- 內城國中小

## 文化資產
- 大三鬮林宅（歷史建築）
- 北后寺泥塑大佛（一般文物）